# Commune fusionnée de Neuerburg
La commune fusionnée de Neuerburg est une municipalité allemande située dans le land de Rhénanie-Palatinat et l'arrondissement d'Eifel-Bitburg-Prüm.

Localisation de la Verbandsgemeinde de Neuerburg dans l'arrondissement d'Eifel-Bitburg-Prüm